# Маријано Казе Дел’Аста (Парма)
Маријано Казе Дел’Аста је насеље у Италији у округу Парма, региону Емилија-Ромања.
Према процени из 2011. у насељу је живело 11 становника. Насеље се налази на надморској висини од 525 м.